# Battaglia di Ludford Bridge
La battaglia di Ludford Bridge ebbe luogo il 12 ottobre 1459 verso la città di Ludford nello Shropshire durante la Guerra delle Due Rose che provocò una battuta d'arresto per la casa di York.

## Antefatto
Le forze Yorkiste iniziarono la campagna militare disperse nel paese. York stesso era a Ludlow nelle Welsh Marches, Salisbury era al castello di Middleham nel North Yorkshire e Warwick era a Calais. Mentre Salisbury e Warwick marciavano per unirsi al duca di York, Margherita ordinò ad un gruppo di soldati sotto il duca di Somerset di intercettare Warwick e un altro sotto James Tuchet, V barone Audley per intercettare Salisbury. Warwick riuscì a sfuggire da Somerset, mentre le forze di Audley furono sconfitti nella sanguinosa battaglia di Blore Heath.

## La battaglia
Anche dopo questa sconfitta, le forze a disposizione di Enrico e Margherita superavano di 2:1 gli eserciti combinati degli York. L'esercito di York tentò di muoversi verso Londra, ma trovò il suo percorso bloccato dall'esercito dei Lancaster con lo stesso Re Enrico nominalmente alla sua testa, e tornò a Worcester. Qui, il duca di York partecipò alla messa nella cattedrale prima di inviare dichiarazioni scritte sulla sua lealtà verso Enrico, ma queste furono comunque ignorate.
Gli York si ritirarono verso Ludlow, prima di prendere posizione in una parte fortificata vicino a Ludford, nello Shropshire, il 12 ottobre. Le truppe scavarono un fossato difensivo in un campo sulla sponda opposta del fiume Teme rispetto a Ludlow, vicino al ponte che diede il nome alla battaglia. Hanno anche costruito barricate di carri in cui sono stati posizionati cannoni. Tuttavia, il morale era basso, anche perché lo stendardo reale poteva essere visto volare nell'esercito dei Lancaster ed era noto che lo stesso Re Enrico era presente in armatura completa. Per gran parte del suo regno, Enrico era stato considerato un sovrano inefficace, ed era persino caduto nella follia per periodi di diversi mesi alla volta. Riccardo di York ed i suoi sostenitori avevano affermato che erano contrari solo ai "cattivi consiglieri" di Enrico. Ora si rendevano conto che il loro esercito probabilmente si sarebbe rifiutato di combattere contro un esercito che includeva lo stesso Enrico. Il Re ed il duca di Buckingham, al comando dell'esercito reale, proclamarono l'offerta di grazia a chiunque avesse cambiato posizione.
Tra le truppe portate da Warwick da Calais c'erano 600 uomini guidati da Andrew Trollope, un soldato esperto. Durante la notte, Trollope, i suoi uomini e altri delle forze Yorkiste disertarono a favore dei Lancaster. Di fronte a una certa sconfitta, York, Salisbury e Warwick annunciarono che sarebbero tornati a Ludlow per la notte. Quindi abbandonarono i loro eserciti e fuggirono in Galles.
All'alba del 13 ottobre, le truppe Yorkiste senza leader si inginocchiarono in segno di sottomissione davanti a Enrico e furono perdonate. York aveva abbandonato non solo le sue truppe, ma anche sua moglie Cecily Neville, duchessa di York, i suoi due figli minori Giorgio e Riccardo e la figlia minore Margherita. Secondo un resoconto popolare, furono trovati in piedi alla Ludlow Market Cross quando arrivarono i Lancaster. Furono affidati alle cure della sorella della duchessa, Anna, moglie del duca di Buckingham. Le truppe di Lancaster procedettero a saccheggiare Ludlow, ubriacandosi di vino e commettendo molti oltraggi.

## Conseguenze
York, con il secondo figlio Edmondo, conte di Rutland, si recò in Irlanda, dove era stato precedentemente Luogotenente e aveva ancora il sostegno del parlamento irlandese. Salisbury, Warwick e il figlio maggiore di York, Edoardo, conte di March andarono nel Galles meridionale dove Warwick aveva proprietà e sostenitori. Lì presero una nave, con l'intenzione di raggiungere anche l'Irlanda ma furono trasportati attraverso il Canale di Bristol nel West Country dove un sostenitore Sir John Dynham, prestò loro una barca che li portò a Calais. Il 9 ottobre, Re Enrico aveva nominato il duca di Somerset per sostituire Warwick come capitano di Calais, tuttavia Warwick è stato in grado di prevenirlo forse solo di poche ore. Sotto il comando dello zio Lord Fauconberg, la guarnigione e la città continuarono a sostenerlo.
Re Enrico e il suo esercito nel frattempo tornarono a Coventry dove un parlamento pieno di sostenitori della regina Margherita raggiunse York, Salisbury e Warwick, tuttavia si rivelò impossibile per il conte di Wiltshire che fu nominato Luogotenente d'Irlanda al posto di Riccardo di York, raccogliere truppe per cacciare quest'ultimo dall'isola. Somerset riuscì a sbarcare vicino a Calais e catturò il vicino castello di Guînes, ma fu respinto due volte quando tentò di catturare Calais da Warwick. Warwick allora poco dopo riuscì a salpare per l'Irlanda eludendo le navi reali comandate dal duca di Exeter per concordare futuri piani con il duca di York.
Sebbene fosse apparso che il paese fosse stato unito dietro al Re Enrico al momento della rotta dell'esercito a Ludford Bridge, in breve tempo il comportamento della corte di Enrico aveva suscitato molte lamentele che i favoriti dei Lancaster si stavano arricchendo a spese del Re e della popolazione, e non riuscivano a prevenire la diffusione dell'illegalità. Erano queste rimostranze che Riccardo di York aveva usato per la prima volta come pretesto per prendere le armi contro la corte di Enrico all'inizio degli anni 1450. Entro sei mesi dallo scontro, Warwick riuscì a sbarcare a Sandwich nel Kent, con il sostegno popolare di Londra e del sud-est dell'Inghilterra. Marciò quindi nelle Midlands e aiutato dal tradimento dell'esercito dei Lancaster, catturò il Re Enrico nella battaglia di Northampton.